# Llengües dàrdiques i kafirs
Les llengües dàrdiques i kafirs són un grup format per gairebé una trentena de llengües indoàries, que es parlen a l'àrea muntanyosa del nord-oest del Pakistan, l'est de l'Afganistan i a la regió índia de Caixmir. L'orientalista britànic Gottlieb William Leitner (1840-1899) va encunyar durant el segle xix el nom Dardistan per designar territoris on es parlen idiomes dàrdics.
El caixmiri és l'idioma dàrdic més destacat, amb una sòlida tradició literària i el reconeixement oficial com un dels idiomes nacionals de l'Índia.

## Classificació

### Llengües de la família
No és clar que les llengües dàrdiques constitueixen un grup filogenèticament vàlid, però dins d'elles poden reconèixer-se sis subfamílies:
- Llengües pashai: Pashayi
- Lengües kunar: gawar-bati, dameli, shumashti i nangalami (inclou el Grangali).
- Llengües chitral: Khowar i kalash.
- Lengües kohistani: Kalami, torwali, kalkoti, kohistani de l'Indus, bateri, chilisso, gowro, wotapuri-katarqalai i tirahi.
- Llengües Xina:[5] Xina, brokskad (xina de Baltistan i Ladakh), ushojo, domaaki, palula, savi i kundal shahi.
- Caixmiri (Kashtawari/Kishtwari, Poguli, Rambani)

En altres classificacions, el grup pashai s'agrupa amb el grup kunar, el cachemiro i el grup xina. El khetrani podria ser una llengua sobrevienete a la regió de Siraiki.

### Posició dins del grup indoiranià
El grup dárdico va ser considerat tradicionalment com un subgrup de les llengües indoàries que va sofrir una important influència de les llengües nuristanis i les llengües iranianes orientals. El grup nuristani, que ocupava una petita regió al nord-est de l'Afganistan, en un altre temps va ser inclòs dins del grup dàrdic, però actualment es considera un grup independent, sent de fet una de les tres branques de les llengües indoiranianes en la classificació de Georg Morgenstierne.
Sobre les llengües d`qrdiques específicament encara existeix certa discussió sobre la seva posició dins de les llengües indoiranianes. De fet s'ha qüestionat que les llengües dàrdiques en si mateixes constitueixin un subgrup filogenètic vàlid, encara que les llengües dàrdiques comparteixes algunes característiques comunes que les col·loquen a part de la resta de l'indoari, com la metàtesi que apareix en karma → krama.
Llevat el caixmiri, la resta de llengües dárdicas tenen pocs parlants i han estat insuficientment estudiades. En moltes casos, es parlen en regions de difícil accés a causa del muntanyenc del terreny o a l'existència de conflictes armats que afecten a aquestes regions. Totes les llengües dàrdiques (incloent també al caixmiri) han estat influïts històricament per les llengües veïnes no-dàrdiques. Encara que és cert que moltes llengües dàrdiques han estat influïdes per les llengües no dàrdiques veïnes, el dàrdic sembla haver deixat una influència clara en llengües indoàries no dàrdiques com el punjabi i fins i tot més enllà. S'ha afirmat que algunes llengües pahari d'Uttarakhand mostren influència del grup dàrdic. Encara que no ha estat establert de manera concloent, alguns lingüistes conjeturan que el dárdico en temps antics podria haver-se estendido en una àrea lingüística més àmplia, que podria haver anat des de la desembocadura del Indus (a Sindh) cap a en nord en forma d'arc, i que s'estendria cap a l'est a través de l'actual Himachal Pradesh fins a Kumaon.

## Història
Kohistan és una paraula farsi que significa 'terra de muntanyes', kohistani pot ser traduït com '[gent] de les muntanyes' o '[llengua] de les muntanyes' i s'ha usat històricament per referir-se a diferents llengua sde regions muntanyenques del nord de Pakistan, entre elles el maiya, el kalami i el torwali. Abans de la invasió al segle xvi per part de Yusufzai Pashtun, els torwals (una tribu no paixto) ocupaven tant l'alt com el baix Swat juntament amb els Garhwis:
| « | The Pathans call them, and all other Muhammadans of Indian descent in the Hindu Kush valleys, Kohistanis.Denzil Ibbetson, Edward MacLagan, H.A. Rose "A Glossary of The Tribes & Casts of The Panjab & North-West Frontier Province", 1911 AD, pàg. 472, Vol II1, | » |

## Lingüística
Les llengües del grup dàrdic comparteix algunes característiques definitòries comunes, que inclouen la pèrdua dels sons aspirats i el canvi d'ordre sintàctic, que no es dona de manera generalitzada en la resta de branques del grup indoiranià.

### Pèrdua d'aspiració
Virtualment totes les llengües dàrdiques han experimentat una pèrdua parcial o completa de consonants aspirades El khowar usa la paraula duum per 'fum' (dhuan en hindi) i el caixmiri usa la paraula dod per 'llet' (sànscrit: dugdha, hindi: doodh). Algunes llengües dàrdiques han desenvolupat to com a mecanisme de compensació fonètic, entre elles hi ha el Khowar o el pashai. El punjabi i el pahari occidental han perdut l'aspiració, però han desenvolupat to a manera de compensació parcial (e.g. punjabi kar 'casa', davant l'hindi ghar). Pel que l'antiga existència d'aspiració en gran part pot reconstruir-se de la distribució moderna de to.

### Epèntesi i metàtesi
Tant en dàrdic antic com a modern, es registra una marcada tendència cap a la metàtesi en posicions on apareix una r preconsonàntic o postconsonàntic, que es desplaça a la síl·laba precedent. Això es reflecteix ja en els edictes d'Asoka (erigits entre el 269 a. de C. i el 232 a. de C.) a la regió de Gandhara, on els dialectes dárdicos se segueixen parlant en l'actualitat. Exemples d'aquestes metàtesis inclouen la tendència a cometre errors ortogràfics en paraules sánscritas com priyadarshi (un dels títols de Asoka) que és escrit erròniament com priyadrashi o dharma com dhrama. Actualment en kalasha s'usa la paraula driga (sànscrit: dirgha 'llarg'). Palula usa drubalu (sànscrit: durbala 'feble') i brhuj (sánscrito: bhurja ' Betula' ). El cachemiro usa drolid (sánscrito: daridra 'empobrit') i krama (sànscrit: karma 'treball, acció'). Les llengües pahari occidentals (com el Dogri), el sindhi i el lahnda (punjabi occidental) també mostren aquesta tendència del dárdic a la metàtesi encara que no es considerin llengües dárdicas, per exemple en panyabí la paraula drakhat (del persa: darakht 'arbre').

### Comparació lèxica
Els numerals en diferents llengües dàrdiques són:
| GLOSA | Kohistani | Kohistani      | Kohistani          | Kohistani      | Kohistani | Chitral          | Chitral | Kunar  | Kunar      | Kunar           | Caixmiri | PROTO- DÀRDIC |
| GLOSA | Bateri    | Gowro (Gabral) | Kalami (Bashkarik) | Maiya (Jijāli) | Torwali   | Kalasha (Rumbur) | Khowar  | Dameli | Gawar-Bati | Pashayi Norocc. | Caixmiri | PROTO- DÀRDIC |
| ----- | --------- | -------------- | ------------------ | -------------- | --------- | ---------------- | ------- | ------ | ---------- | --------------- | -------- | ------------- |
| '1'   | yak̚       | ekʰ            | aːk                | ʌkʰ            | ek        | ek               | i       | ɛk     | yɜkʰ       | i               | ɐkʰ      | *ek           |
| '2'   | du̝ː       | du̝ː            | duː                | dṳː            | du        | du               | ʤʊ      | d̪ʊ     | d̪uː        | do              | zɨ       | *dui(ː)       |
| '3'   | ʈ͡ʂɑː      | ʈ͡ʂŭɐː          | ɬɑː                | ʈ͡ʂɐː           | t͡ʂa       | tɾe              | t̪rɔy    | t̪ra    | ɬeː        | tɾaː            | tre      | *trai         |
| '4'   | ʦor       | ʦoːr           | ʧoːr               | ʦʌuːr          | ʧəw       | ʧaw              | ʧɔr     | ʧor    | ʦʊɾ        | ʧuɾ             | ʦoːr     | *ʧawr         |
| '5'   | pɑ̃z̥       | pɐ̃ːz           | pɑ̃ʧ                | pɐ̃ːz           | pãy       | pɔɲʧ             | pɔnʤ    | panʤ   | pɜns       | panʧ            | pɐ̃ːʦʰ    | *panʧ         |
| '6'   | ʂo        | ʂoʰ            | ʂo                 | ʂoʰ            | ʂo        | ʂo               | ʦɔy     | ʂo     | ʂoː        | ʧaː             | ʃe       | *ʂo-          |
| '7'   | sɑt       | sɐːt           | sɑt                | sɐːt-          | sat       | sat              | sɔt̪     | sat̪    | sɜt̪        | saːtə           | sɐtʰ     | *saːt-        |
| '8'   | ɑʈ̚        | ɐːʈʰ           | aʈ͡ʂ                | ɐːʈʰ           | aʈʰ       | aʂʈ              | ɔʃt̪     | aʂ     | ɜʂʈ        | aʃtə            | əːʈʰ     | *aʂʈ-         |
| '9'   | nõ        | nɐːv           | nom                | nɐv            | nom       | nõ               | niyɔf   | nʊ     | n̪uː        | naːu            | nɐw      | *naw          |
| '10'  | daʃ       | dɐʃ            | daʃ                | dʌʲʃ           | dəʃ       | daɕ              | ʤɔʃ     | d̪aʃ    | d̪ɛʂ        | daːi            | dɐh      | *daś          |
| GLOSA | Xina     | Xina         | Xina    | Xina  | Xina | Xina           | Xina   | PROTO- XINA |
| GLOSA | Brokskat | Kundal Shahi | Phalura | Savi  | Xina | Kohistani Xina | Ushojo | PROTO- XINA |
| ----- | -------- | ------------ | ------- | ----- | ---- | -------------- | ------ | ----------- |
| '1'   | ek       | yɔk          | ɑːk     | yɛk   | ɛk   | ɛk             | ɛk     | *(y)ɛk      |
| '2'   | du       | duiː         | duː     | d̪uː   | du   | dùː            | du     | *duiː       |
| '3'   | trə      | trɑː         | troː    | ɬɑː   | ʈʂe  | ʈʂèː           | tʂe    | *trɑy       |
| '4'   | ʧor      | ʧoːr         | ʧuːr    | ʨoːɾ  | ʧar  | ʧɑ̀ːr           | ʧar    | *ʧoːr       |
| '5'   | puŋs     | pɑ̃ːʤ         | pɑːnʤ   | pãːɲʥ | poʃ  | poʃ            | poʃ    | *pɑnʧ       |
| '6'   | ʂæ       | ʃɑ           | ʂo      | ʂʊˑ   | ʂă   | ʂɑ             | ʂɑ     | *ʂɑ         |
| '7'   | sat      | sɑt̪          | sɑːt    | saːt̪  | sət  | sʌt            | sɑt    | *saːt       |
| '8'   | əʂʈə     | aɑ̃ʃʈ         | ɑːʂʈ    | aːɕ   | ãʂ   | ɑ̃ʂ             | ɑʈʰ    | *aʂʈ-       |
| '9'   | nu       | nɔ̃ː          | nũː     | n̪oː   | nau  | nʌ̃õ̯            | nəo    | *naw        |
| '10'  | daʃ      | dɑy          | dɑːʃ    | d̪ɛɕ   | dai  | dàːe           | dae    | *daʃ        |